# Ajiaco criollo
El ajiaco criollo o caldosa es una sopa típica de Cuba.  
Se prepara con carne de res, gallina, cerdo, tasajo y un hueso de jamón o lacón a la que se le agrega maíz, calabaza, malanga blanca, malanga amarilla, ñame, plátanos verdes y maduros, yuca y boniato. Se aliña con ají, cebolla, ajo, comino, sal y limón.
Existen variantes regionales como el ajiaco bayamés, el de Puerto Príncipe y el del Monte.

## Origen
Una tradición oral cuenta que este caldo se prepara en los barrios cubanos la noche del 24 de junio para comenzar las fiestas de San Juan. Se cree que la tradición nació en la plaza de "El Carmen", Camagüey, cuando los vecinos, mayormente pobres, no tenían suficiente para una comida, se reunían aportando lo que cada cual podía, posiblemente sobras de la cena de la noche anterior, de allí la variedad de ingredientes.

## Símbolo de la identidad cubana
El investigador social Fernando Ortiz ha utilizado el ajiaco como metáfora y símbolo de la identidad cultural cubana: «Cuba es un ajiaco», dada la diversidad de elementos culturales que conforman la cubanidad:

La imagen del ajiaco criollo nos simboliza bien la formación del pueblo cubano. Sigamos la metáfora. Ante todo una cazuela abierta. Esa es Cuba, la Isla, la olla puesta al fuego de los trópicos (…) Cazuela singular la de nuestra tierra, como la de nuestro ajiaco, que ha de ser barro y muy abierta. Luego fuego de llama ardiente y fuego de ascua y lento, para dividir en dos la cocedura; tal como ocurre en Cuba, siempre a fuego de sol pero con ritmo de dos estaciones, lluvias y seca, calidez y templanza. Y ahí van las sustancias de los más diversos géneros y procedencias.
Fernando Ortiz, 1991, p.15.

Factores humanos de la cubanidad en Estudios etno- sociológicos